# Boyacá Raza de Campeones
La Boyacá Es para Vivirla è una squadra maschile colombiana di ciclismo su strada, attiva nel dilettantismo. Fondata nel 2007, ha base a Tunja, nel dipartimento di Boyacá, e nelle stagioni 2007, 2009 e 2016 è stata attiva nella categoria Continental.

## Cronistoria

### Annuario
| Anno | Codice | Nome                                      | Cat.        | Biciclette | Dirigenza                                                                        |
| ---- | ------ | ----------------------------------------- | ----------- | ---------- | -------------------------------------------------------------------------------- |
| 2007 | BOY    | Boyacá Es para Vivirla-Marche Team        | Continental | ?          | Manager: Plinio Casas Dir. sportivi: Floriano Torresi, Andrea Marconi            |
| 2008 | -      | Boyacá Es para Vivirla-Paipa-Leche Boy    | Elite 2     | ?          | Dir. sportivo: ?                                                                 |
| 2009 | BOY    | Boyacá Es para Vivirla                    | Continental | Orbea      | Manager: Fernando Espinosa Florez Dir. sportivo: Vicente Belda                   |
| 2010 | -      | Boyacá Es para Vivirla-Orgullo de América | Elite 2     | ?          | Dir. sportivo: ?                                                                 |
| 2011 | -      | Boyacá Es para Vivirla-Orgullo de América | Elite 2     | ?          | Dir. sportivo: ?                                                                 |
| 2012 | -      | Boyacá Es para Vivirla-Orgullo de América | Elite 2     | ?          | Dir. sportivo: ?                                                                 |
| 2013 | -      | Boyacá Orgullo de América                 | Elite 2     | ?          | Dir. sportivo: ?                                                                 |
| 2014 | -      | Boyacá Orgullo de América                 | Elite 2     | ?          | Dir. sportivo: ?                                                                 |
| 2015 | -      | Lotería de Boyacá-Raza de Campeones       | Elite 2     | ?          | Dir. sportivo: Rafael Acevedo                                                    |
| 2016 | BRC    | Boyacá Raza de Campeones                  | Continental | Fuji       | Manager: Próspero Chaparro Dir. sportivi: Jorge Iván González, Luis Ricardo Mesa |
| 2017 | -      | Boyacá Es para Vivirla                    | Elite 2     | Fuji       | Dir. sportivo: ?                                                                 |
| 2018 | -      | Boyacá Es para Vivirla                    | Elite 2     | Fuji       | Dir. sportivo: Oliverio Cárdenas                                                 |

## Organico 2018
Aggiornato al 27 maggio 2018.

### Staff tecnico
|  | Naz.                | Ruolo | Sportivo          |  |  |  |
|  | ------------------- | ----- | ----------------- |  |  |  |
|  | Colombia (bandiera) | DS    | Oliverio Cárdenas |  |  |  |

### Rosa
|  | Naz.                |  | Sportivo             |      |  |  |
|  | ------------------- |  | -------------------- | ---- |  |  |
|  | Colombia (bandiera) |  | Iván Darío Bothia    | 1990 |  |  |
|  | Colombia (bandiera) |  | Yeison Chaparro      | 1991 |  |  |
|  | Colombia (bandiera) |  | Juan Carlos Cruz     | 1994 |  |  |
|  | Colombia (bandiera) |  | Javier Eduardo Gómez | 1991 |  |  |
|  | Colombia (bandiera) |  | Diego Mancipe        | 1993 |  |  |
|  | Colombia (bandiera) |  | Julián Molano        | 1997 |  |  |
|  | Colombia (bandiera) |  | Robinson Ortega      | 1996 |  |  |
|  | Colombia (bandiera) |  | Óscar Rivera         | 1989 |  |  |
|  | Colombia (bandiera) |  | Cayetano Sarmiento   | 1987 |  |  |
|  | Colombia (bandiera) |  | Marcos Suesca        | 1994 |  |  |